# Родов, Абрам Соломонович
Абрам Соломонович Родов (23 января 1909, Семеньковичи Борисовского района Минской области — 5 июля 1996, Новочеркасск) — советский инженер, автор системы непрерывного оперативно-производственного планирования, разработанной на Новочеркасском электровозостроительном заводе.

## Биография
Окончил Новочеркасский политехнический институт. По распределению, в 1935 году, был направлен на работу на завод им. Буденного (ныне НЭВЗ).
Во время Великой Отечественной войны вместе с заводом эвакуировался в город Воткинск, где работал на заводе № 215 с 1941 по 1943 годы. После возвращение из эвакуации и восстановления НЭВЗа, работал на нем до 1989 года и прошел путь от наладчика станков до заместителя директора.
В 1962 году Родовым была разработана и внедрена система непрерывного оперативно-производственного планирования. Она позволила четко увязать между собой работу всех цехов, подчинив весь завод единому обоснованному режиму. На всю страну распространяется опыт внедрения на НЭВЗе системы Родова. В сентябре 1963 года на НЭВЗе состоялся Всесоюзный семинар по изучению системы Родова.
В 1966 году А. С. Родов защитил диссертацию и получил степень кандидата технических наук. Выпустил книгу «План, поток, ритм» — где подробно описывал свою систему.

## Награды
- За разработку и внедрение своей системы в 1965 году был награждён золотой, а в 1980 году — серебряной медалями ВДНХ СССР.
- В 1946 году был награждён медалью «За доблестный труд в годы Великой Отечественной войны 1941–1945 годы», а в 1966 году – орденом Ленина за успешное выполнение заданий семилетнего плана.